# George Stevens
George Cooper Stevens, född 18 december 1904 i Oakland i Kalifornien, död 8 mars 1975 i Lancaster i Kalifornien, var en amerikansk filmregissör, producent, manusförfattare och filmfotograf. Stevens är främst känd för filmer som En plats i solen (1951; vann sex Oscars, inklusive för bästa regi), Mannen från vidderna (1953; Oscarsnominerad), Jätten (1956; Oscar för bästa regi) och Anne Franks dagbok (1959; Oscarsnominerad för bästa regi).

## Biografi
Stevens började i filmbranschen som kameraman och arbetade med många Helan och Halvan-kortfilmer och fortsatte sedan som regissör för diverse kortfilmer. Den första långfilmen som han regisserade var Mosesson & Jonsson i på vinglig stråt (1933). Hans riktiga genombrott kom när han regisserade Vid 19 år med Katharine Hepburn 1935.
Efter andra världskriget, då han bland annat fotograferade väldigt starka scener från koncentrationslägret Dachau, började han regissera mer allvarliga filmer, bland andra Jätten (1956), Anne Franks dagbok (1959) och Mannen från Nasaret (1965).

## Filmografi i urval
- 1935 – Spökhotellet
- 1935 – Vid 19 år
- 1935 – Annie Oakley
- 1936 – Dansen går
- 1936 – En flicka i knipa
- 1938 – Hans hemliga fru
- 1939 – Gunga Din - lansiärernas hjälte
- 1940 – Få äro utvalda
- 1941 – Första gången jag såg dej...
- 1942 – Årets kvinna
- 1942 – Han kom om natten
- 1943 – Ungkarlsfällan
- 1948 – Kom och blås!
- 1948 – Lyckliga stunder
- 1951 – En plats i solen
- 1953 – Mannen från vidderna
- 1956 – Jätten
- 1959 – Anne Franks dagbok
- 1965 – Mannen från Nasaret
- 1970 – Enda spelet i sta'n